# Prasinocyma infirma
Prasinocyma infirma är en fjärilsart som beskrevs av Louis Beethoven Prout 1913. Prasinocyma infirma ingår i släktet Prasinocyma och familjen mätare. Inga underarter finns listade i Catalogue of Life.